# Józefów (Bednary)
Józefów – część wsi Bednary w Polsce położona w województwie łódzkim, w powiecie łowickim, w gminie Nieborów.
W latach 1975–1998 Józefów administracyjnie należał do województwa skierniewickiego.